# يوهان بيتر إيكرمان
يوهان بيتر إيكرمان (21 سبتمبر 1792-3 ديسمبر 1854) (بالألمانية: Johann Peter Eckermann) هو شاعر وكاتب ألماني، معروف بعمله «محادثات مع جوته» (1836-1848) يطرح في هذا العمل محادثاته مع الأديب الألماني الكبير يوهان فولفغانغ فون غوته خلال سنوات جوته التسع الأخيرة، حيث عمل لديه كالأمين الخاص به.

## أعماله
- محادثات مع جوته (1836-1848) «Gespräche mit Goethe».

## وصلات خارجية
- يوهان بيتر إيكرمان على موقع الموسوعة البريطانية (الإنجليزية)
- يوهان بيتر إيكرمان على موقع ميوزك برينز (الإنجليزية)
- يوهان بيتر إيكرمان على موقع ديسكوغز (الإنجليزية)

- يوهان بيتر إيكرمان، على كتب جوجل.
- يوهان بيتر إيكرمان، على الفهرس العالمي.